# (42998) Malinafrank
(42998) Malinafrank est un astéroïde de la ceinture principale.

## Description
(42998) Malinafrank est un astéroïde de la ceinture principale. Il fut découvert le 17 octobre 1999 à l'Observatoire d'Ondřejov par Petr Pravec et Peter Kušnirák. Il présente une orbite caractérisée par un demi-grand axe de 2,57 UA, une excentricité de 0,14 et une inclinaison de 6,8° par rapport à l'écliptique.

## Compléments